# Estación de Otero de Escarpizo
Otero de Escarpizo es un apeadero ferroviario situado en el municipio español de Villaobispo de Otero en la provincia de León, comunidad autónoma de Castilla y León. No dispone de servicios ferroviarios de viajeros.

## Situación ferroviaria
La estación se encuentra en el punto kilométrico 180,702 de la línea férrea de ancho ibérico que une León con La Coruña a 873 metros de altitud, entre las estaciones de Astorga y Vega-Magaz. El tramo es de vía única y está electrificado.

## Historia
La estación fue abierta al tráfico el 18 de enero de 1868 con la puesta en marcha del tramo Astorga-Brañuelas de la línea que pretendía unir Palencia con La Coruña. La Compañía de los Ferrocarriles del Noroeste de España constituía en 1862 fue la encargada de la construcción y explotación del trazado. En 1878, apremiada por el Estado para que concluyera sus proyectos en marcha Noroeste se declaró en quiebra tras un intento de fusión con MZOV que no prosperó. Fue entonces cuando la estación pasó a manos de la Compañía de los Ferrocarriles de Asturias, Galicia y León creada para continuar con las obras iniciadas por Noroeste y gestionar sus líneas. Sin embargo la situación financiera de esta última también se volvió rápidamente delicada siendo absorbida por Norte en 1885. En 1941, la nacionalización del ferrocarril en España supone la desaparición de esta última y su integración en la recién creada RENFE. 
Desde el 31 de diciembre de 2004 Renfe Operadora explota la línea mientras que Adif es la titular de las instalaciones ferroviarias.